# Municipio de Chicoasén
El municipio de Chicoasén es uno de los 124 municipios que conforman el estado mexicano de Chiapas. Su extensión territorial es de 82 km² que representa el 0.1 por ciento con relación a la superficie estatal y el 0.42 por ciento de la regional.

## Geografía
Chicoasén se encuentra en la zona central del estado de Chiapas, sus coordenadas geográficas son: 16°57′58″N 93°06′18″O / 16.96611, -93.10500.
El municipio colinda al norte con Coapilla, al este con Bochil, al sur con San Fernando y Soyaló y Usumacinta, al oeste con Copainalá. Tiene una extensión territorial del 82 km² que representan el 0.1% a nivel estatal.

## Localidades
En el censo de 2020 el municipio de Chicoasén contaba con 19 localidades.
| Código INEGI      | Localidad         | Población (2020) |
| ----------------- | ----------------- | ---------------- |
| 070290001         | Chicoasén         | 3 947            |
| Otras localidades | Otras localidades | 1 455            |
| Total municipal   | Total municipal   | 5 402            |

## Historia
En los tiempos prehispánicos el municipio se denominaba Chicoasentepek, palabra náhuatl que significa "seis lugares" o "seis cerros", de Chicoasen, seis; tepek, lugar o cerro. El pueblo es de origen nahoa y zoque. Durante la Revolución, Chicoasén fue escenario de la batalla entre Tuxtla y San Cristóbal de Las Casas. La lucha se libró el 5 de octubre de 1911.

## Flora y fauna

### Flora
En el municipio predomina la vegetación de selva baja, y las principales especies que existen en el municipio son: nanche, roble, caoba, amate, ceiba, chicozapote, guarumbo, hule y jimba.

### Fauna
La fauna característica del municipio la componen un sinnúmero de especies siendo las más representativas las siguientes: boa, coral, iguana de ribera, tortuga plana, tortuga cocodrilo, zopilote rey, armadillo, jabalí y mapache. Y animales provenientes del municipio de Osumacinta.

## Central hidroeléctrica
En el límite municipal se encuentra la Presa Chicoasén la cuarta planta de generación de energía hidroeléctrica más productiva del mundo, su nombre oficial es Manuel Moreno Torres, y tiene la cortina de contención de embalse más alta del mundo. Esta presa embalsa las aguas del río Grijalva, mismo que proviene de Guatemala, y atraviesa los estados de Chiapas y Tabasco de sur a norte.
Su alta productividad se explica por el efecto acelerador proporcionado por la fuerza que toma la corriente del río a su paso por el Cañón del Sumidero, al extremo del cual está situada. La energía eléctrica generada por esta planta abastece 35% del consumo nacional de electricidad. Por sí mismo, la combinación natural-tecnológica de este complejo hidroeléctrico proporciona un espectáculo de gigantismo.
La central hidroeléctrica Chicoasén lleva también el nombre del Ing. Manuel Moreno Torres, quien fue director general de la CFE durante el sexenio del presidente Adolfo López Mateos.
La central cuenta con ocho unidades turbogeneradoras de 300 MW cada una, para una capacidad instalada total de 2,400 MW. Estas unidades entraron en operación comercial en distintos meses de 1980 y 1981. Tres unidades adicionales de 310 MW fueron instaladas y entraron en servicio en 2005.
La energía generada es transportada a través de diez líneas de transmisión: seis a 400 kV y cuatro de 115 kV.  La mayoría de las líneas de alta tensión en 400 kV envían el fluido eléctrico hacia la Ciudad de Veracruz, al área central del país, con un enlace a la Central Hidroeléctrica La Angostura, en el municipio de Venustiano Carranza, Chiapas.
De las líneas de baja tensión en 115 kV, dos van hacia Tuxtla Gutiérrez, Chiapas; una a San Cristóbal de las Casas, Chiapas y una más es enlace a la Central Hidroeléctrica Bombaná, en el municipio de Soyala, Chiapas.